# Falling Down (песня Oasis)
«Falling Down» (с англ. — «Падение») — песня британской рок-группы Oasis, написанная и исполненная гитаристом группы Ноэлем Галлахером. Песня была выпущена в качестве третьего и последнего сингла с альбома Dig Out Your Soul 9 марта 2009 года.

## О сингле
«Falling Down» дебютировал на 10-й строчке британского хит-парада с проданным тиражом 21 448 экземпляров за первую неделю, тем самым показав лучший результат по сравнению с синглом «I’m Outta Time». Цифровая версия сингла достигла 37-го места в чарте Великобритании.
Бисайдом «Falling Down» является композиция «Those Swollen Hand Blues», которая ранее появилась как скрытый трек после песни «Mucky Fingers» на альбоме «Don’t Believe the Truth».
На сингле были представлены несколько альтернативных версии композиции «Falling Down», сделанных другими исполнителями. Ремиксы от басиста группы Marilyn Manson Твигги Рамиреса, продюсера Дэйва Сэрди и группы The Prodigy представлены на CD-версии сингла и на одном из цифровых изданий; ремикс от Amorphous Androgynous выпущен на грампластинке и на цифровой цифровой версии. Ремикс подготовленный The Chemical Brothers появился в качестве бисайда для сингла «The Shock of the Lightning». В своём блоге Ноэл Галлахер о ремиксе от Amorphous Androgynous написал следующее: «Потрясающее музыкальное произведение. Даже монументальное».

## Список композиций
Все песни написаны Ноэлом Галлахером.
CD
1. «Falling Down» (альбомная версия) — 4:27
2. «Those Swollen Hand Blues» — 3:19
3. «Falling Down» (The Gibb Mix) — 5:12
4. «Falling Down» (The Prodigy version) — 4:27

7" винил
1. «Falling Down» (альбомная версия)
2. «Those Swollen Hand Blues»

12" винил
1. «Falling Down» (Amorphous Androgynous A Monstrous Psychedelic Bubble remix) — 22:27

Цифровая версия
1. «Falling Down» (альбомная версия)
2. «Those Swollen Hand Blues»
3. «Falling Down» (демо)

Цифровая версия (2)
1. «Falling Down» (The Gibb Mix)
2. «Falling Down» (The Prodigy version)
3. «Falling Down» (Amorphous Androgynous A Monstrous Psychedelic Bubble remix)

CD (японское издание)
1. «Falling Down» (альбомная версия) — 4:27
2. «Those Swollen Hand Blues» — 3:19
3. «Falling Down» (Amorphous Androgynous A Monstrous Psychedelic Bubble remix) — 22:27
4. «Falling Down» (The Gibb Mix) — 5:12
5. «Falling Down» (The Prodigy version) — 4:27

DVD (ограниченное японское издание)
1. «Falling Down» (видео; оригинальная версия)
2. «Falling Down» (видео; Eden of the East version)

## Позиции в чартах
| Чарт (2008)                           | Высшая позиция |
| ------------------------------------- | -------------- |
| Канада                                | 45             |
| Голландия                             | 71             |
| Ирландия                              | 26             |
| Италия                                | 19             |
| Швеция                                | 26             |
| Великобритания(цифровые синглы)       | 125            |
| Чарт (2009)                           | Высшая позиция |
| Ирландия                              | 12             |
| Польша                                | 33             |
| Великобритания (UK Download Chart)    | 37             |
| Великобритания (UK Singles Chart)     | 10             |
| США Billboard Hot Singles Sales       | 6              |
| США Billboard Hot Dance Singles Sales | 3              |

## Дополнительные факты
- Песня «Falling Down» была доступна в загружаемом контенте для видеоигры Guitar Hero World Tour.
- Композиция «Falling Down» является опеннингом в аниме Higashi no Eden , вышедшее в США под названием «Eden of the East»